# علاقه
علاقه (تربت حیدریه)، روستایی از توابع بخش مرکزی شهرستان تربت حیدریه در استان خراسان رضوی ایران است. این روستا در ۴۵کیلومتر تربت حیدریه و در ۳ کیلومتری سرهنگ و در ۱۰۰ کیلومتری مشهد قرار دارد. این روستا با ۵۰۰خانوار و ۱۸۰۰نفر جمعیت دارای ۳ مسجد یک حسینیه است.با دو مدرسه و خانه بهداشت و11قنات قدیمی  و سه حلقه چاه عمیق و غبرستان گبر ها که نشان دهنده روستا قبل از اسلام
محسن نجاری ۲۷,۳,۹۸

## جمعیت
این روستا در دهستان بالارخ قرار دارد و براساس سرشماری مرکز آمار ایران در سال ۱۳۸۵، جمعیت آن ۶۰۸ نفر (۱۷۹خانوار) بوده‌است.و در سال ۱۳۹۷ با ۵۰۰ خانوار و۱۸۶۲نفر جمعیت بوده‌است.